# ركس هنتر
ركس هنتر (بالإنجليزية: Rex Hunter)‏ (1889 - 1960)؛ شاعر، صحفي وروائي نيوزيلندي.